# Siemens C65
Siemens C65 — сотовый телефон второго поколения фирмы Siemens.

## Описание
Корпус состоит из пластика, задняя часть аппарата белая, передняя — наполовину одного из шести цветов (красного, розового, серого, синего, голубого и жёлтого), наполовину серая. Подсветка клавиш оранжевая.
В основе телефона лежит микроконтроллер Infineon PMB8875 S-GOLDlite, в некоторых аппаратах — Infineon PMB8870 S-GOLD. Аппарат оснащён интерфейсным разъёмом Lumberg.
Существуют операторские версии аппарата для T-Mobile (CT65), Vodafone (CV65 или C6V), существует китайская версия (C6C), C66 — версия для США.

## Характеристика
| Общие характеристики                        | Общие характеристики |
| ------------------------------------------- | --- |
| Диапазоны частот                            | GSM 900, GSM 1800, GSM 1900 |
| Тип корпуса                                 | классический |
| Конструкция                                 | сменные панели, джойстик |
| Антенна                                     | встроенная |
| Вес                                         | 86 г |
| Размеры                                     | 105x47x18 мм |
| Звонки                                      | |
| Тип мелодий                                 | 40-голосная полифония |
| Виброзвонок                                 | есть |
| Связь                                       | |
| Интерфейсы                                  | IRDA, Lumberg |
| Доступ в интернет                           | WAP 2.0, GPRS |
| Синхронизация с компьютером                 | есть |
| Сообщения                                   | |
| Дополнительные функции SMS                  | ввод текста со словарём, шаблоны сообщений, отправка SMS нескольким адресатам                                                                                           |
| MMS                                         | есть |
| EMS                                         | есть |
| Другие функции                              | |
| Громкая связь (встроенный динамик)          | нет |
| Автодозвон                                  | есть |
| Режимы кодирования звука HR, FR, EFR        | есть |
| Экран                                       | |
| Тип экрана                                  | цветной STN-экран, 65536 цветов |
| Размер изображения                          | число строк — 7, 130x130 пикс. |
| Русификация                                 | есть |
| Индикация                                   | стоимости разговора, времени разговора |
| Мультимедийные возможности                  | |
| Встроенная фотокамера                       | 352x288 (0.10 млн пикс.) |
| Диктофон                                    | есть |
| Игры                                        | есть |
| Java-приложения                             | есть |
| Объём встроенной памяти                     | 10.32 МБ |
| Питание                                     | |
| Тип аккумулятора                            | Li-Ion |
| Ёмкость аккумулятора                        | 600 мАч |
| Время разговора                             | 5:00 ч: мин |
| Время ожидания                              | 250:00 ч: мин |
| Время заряда                                | 2:00 ч: мин |
| Записная книжка и органайзер                | |
| Записная книжка в аппарате                  | 1000 номеров |
| Поиск по книжке                             | есть |
| Обмен между SIM-картой и внутренней памятью | есть |
| Органайзер                                  | будильник, калькулятор, планировщик задач |
| Дополнительная информация                   | |
| Комплектация                                | - Телефон - Аккумулятор - Сетевое з/у - Инструкция, гарантийный талон, буклет с описанием некоторых аксессуаров                                                         |
| Особенности                                 | - В первых партиях 3 МБ встроенной памяти - Некоторые аппараты оснащались TFT-дисплеем - В первых партиях джойстик выполнен без резиновой накладки (как на изображении) |

## Похожие модели
- Siemens C72 (90 % сходства, можно даже обмениваться корпусами между этими телефонами)

- Sagem myX5-2
- Siemens C75
- Philips 755
- Siemens CX70
- Alcatel OneTouch 556
- Motorola C650